# Beyernaumburg

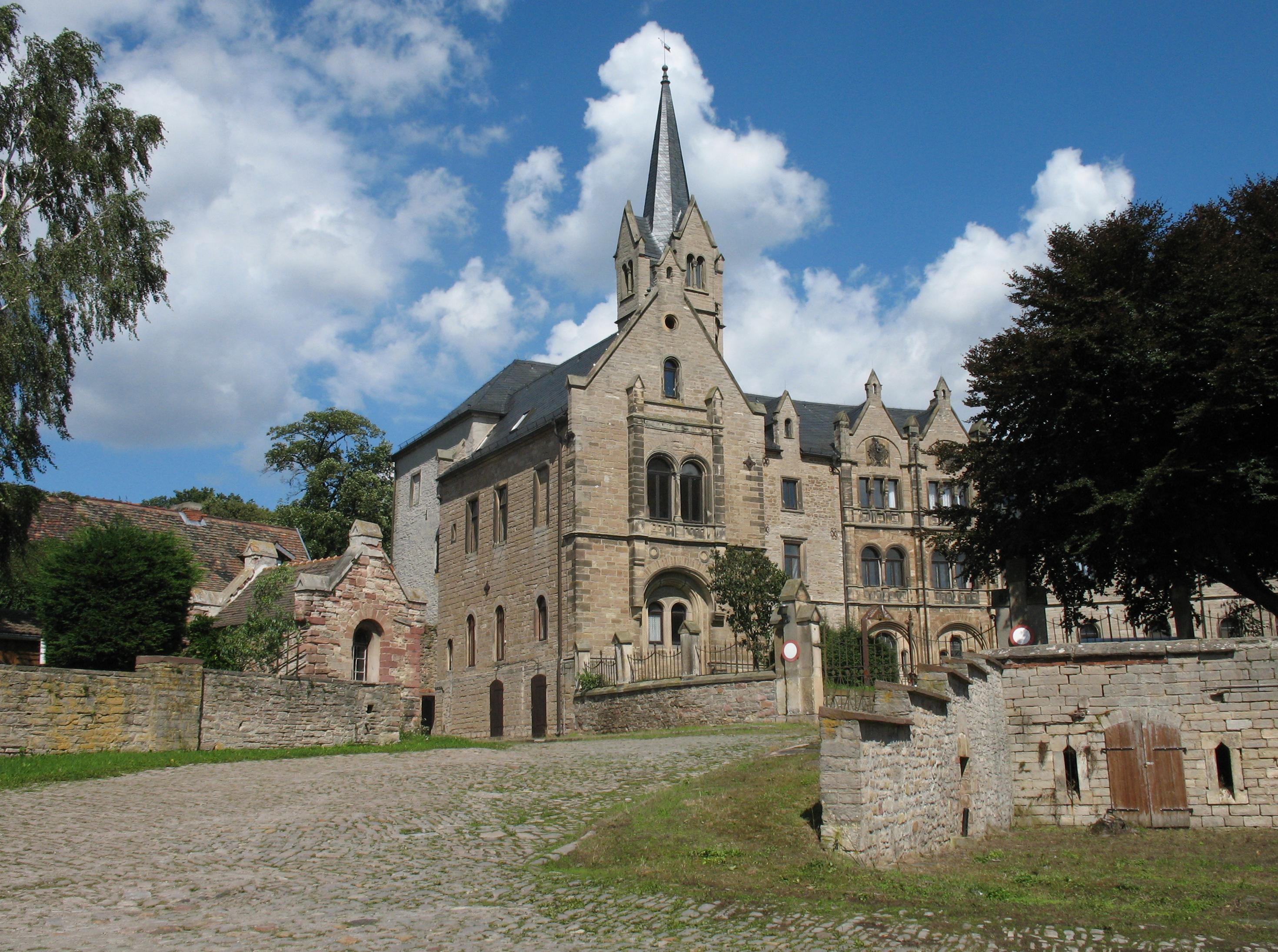

Beyernaumburg là một đô thị thuộc huyện Mansfeld-Südharz, Sachsen-Anhalt, Đức. Đô thị Beyernaumburg có diện tích 12,61 km², dân số thời điểm ngày 31 tháng 12 năm 2006 là 778 người.